# Haplolabida lacrimans
Haplolabida lacrimans är en fjärilsart som beskrevs av Claude Herbulot 1970. Haplolabida lacrimans ingår i släktet Haplolabida och familjen mätare. Inga underarter finns listade i Catalogue of Life.